# برنامج لقاحات الأطفال

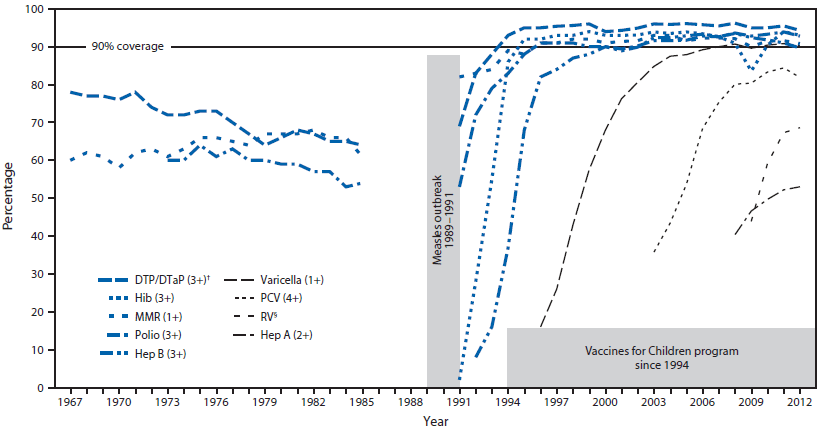
معدلات التطعيم للأطفال في مرحلة ما قبل المدرسة من عام 1967 حتى عام 2012، مع وضع علامة على فترة برنامج "اللقاحات للأطفال". ارتفعت معدلات التحصين لجميع الأطفال في مرحلة ما قبل المدرسة إلى 90٪ على الأقل لمعظم اللقاحات في التسعينيات. من الصعب تحديد ما إذا كان هذا الارتفاع ناتجًا بشكل مباشر عن برنامج VFC.
(الاختصارات: DTP / DTaP = الخناق، الكزاز، السعال الديكي أو الخناق، الكزاز، السعال الديكي اللالخلوى؛ MMR = الحصبة، النكاف، والحصبة الألمانية؛ Hib = المستدمية النزلية من النوع b؛ Hep B = التهاب الكبد B؛ PCV = لقاح المكورات الرئوية المترافق؛ RV = لقاح فيروس الروتا؛ Hep A = التهاب الكبد A.)

برنامج لقاحات الأطفال (VFC) هو برنامج ممول اتحاديًا في الولايات المتحدة يقدم لقاحات مجانية للأطفال الذين يفتقرون إلى التأمين الصحي أو الذين لا يستطيعون تحمل تكلفة التطعيم. اُنشئ برنامج VFC بموجب قانون المصالحة للميزانية الشامل لعام 1993، ويُطلب أن يكون استحقاقًا جديدًا لخطة ميديكيد لكل ولاية بموجب القسم 1928 من قانون الضمان الاجتماعي. نُفذ البرنامج رسميًا في أكتوبر 1994 ويخدم الأطفال المؤهلين في جميع الولايات الأمريكية، بالإضافة إلى كومنولث بورتوريكو، وجزر العذراء الأمريكية، وساموا الأمريكية، وغوام، وكومنولث جزر ماريانا الشمالية.

## التاريخ
من عام 1989 حتى عام 1991، تسبب وباء الحصبة في الولايات المتحدة في أكثر من 55000 حالة حصبة مُبلغ عنها، و11000 حالة دخول إلى المستشفى مرتبطة بالحصبة، و123 حالة وفاة.عند التحقيق، وجد مركز السيطرة على الأمراض والوقاية منها (CDC) أن أكثر من نصف الأطفال الذين أُصيبوا بالحصبة لم يُحصنو منها، على الرغم من زيارة مقدم رعاية صحية. كرد فعل جزئي على ذلك الوباء، أصدر الكونغرس قانون التسوية الشاملة للميزانية (OBRA) في 10 أغسطس 1993، الذي أنشأ برنامج التطعيم للأطفال (VFC)؛ بدأ البرنامج العمل رسميًا في 1 أكتوبر 1994.
مثّل برنامج التطعيم للأطفال إصلاحًا رئيسيًا في تمويل اللقاحات، حيث عمل كبرنامج استحقاق فيدرالي تديره الدولة يزود كلاً من مقدمي الخدمات العامة والخاصة بلقاحات مُشتراة فيدراليًا. هذا التكامل بين القطاعين العام والخاص أفاد جميع مقدمي الخدمات. نظرًا لأن مقدمي الخدمات الخاصين أصبح لديهم الآن دور في برنامج التحصين في البلاد، فقد استفادوا، جنبًا إلى جنب مع قطاع الصحة العامة، من توفير اللقاحات مجانًا، وفرص التعليم، والقدرة على تقديم خدمات التحصين للمرضى دون الحاجة إلى إحالة. اعتبارًا من عام 2019، هناك أكثر من 44000 طبيب في 40000 موقع مُسجلين في برنامج VFC على مستوى البلاد.

## النتائج والتأثير
من خلال القضاء على التكلفة أو تخفيضها كحاجز أمام التطعيم، يشجع برنامج التطعيم المجاني للأطفال (VFC) على تحسين تغطية التطعيم بين الأطفال المؤهلين. لا تحمي زيادة التطعيم الطفل المُطعم نفسه فحسب، بل تحمي أيضًا بشكل غير مباشر من حوله من خلال مناعة القطيع، التي يمكن أن تُبطئ أو توقف انتشار المرض. وبالتالي، فإن تطعيم الأطفال، على عكس التطعيم في مراحل لاحقة من الحياة، فعال بشكل خاص كوسيلة للسيطرة على انتشار الأمراض والوقاية منها.
يؤدي برنامج التطعيم المجاني للأطفال إلى ملايين عمليات التحصين كل عام. في عام 2010 وحده، اُعطيت 82 مليون جرعة لقاح من برنامج التطعيم المجاني للأطفال لما يقرب من 40 مليون طفل. نظرًا للتأثير المضاعف للتطعيم، من الصعب فصل تأثير برنامج التطعيم المجاني للأطفال عن تأثير برامج التحصين الأخرى على مستوى الولايات والمستوى الفيدرالي. على سبيل المثال، من الصعب (أو ربما المستحيل) فصل آثار برنامج التطعيم المجاني للأطفال والزيادة في متطلبات التطعيم في المدارس العامة التي حدثت خلال التسعينيات والألفينيات. وبالتالي، يركز البحث بشكل أساسي على التأثير العام لزيادة تحصين الأطفال الذي بدأ في منتصف التسعينيات، والذي يُعزى جزء كبير منه (وليس كله) إلى برنامج التطعيم المجاني للأطفال.
تقدّر مراكز السيطرة على الأمراض والوقاية منها (CDC) أنه بين الأطفال الذين ولدوا من عام 1994 إلى عام 2013 (أي الأطفال الذين ولدوا خلال فترة برنامج التطعيم المجاني للأطفال)، "سيمنع التحصين الروتيني للأطفال... 322 مليون مرض (بمعدل 4.1 أمراض لكل طفل) و21 مليون حالة دخول إلى المستشفى (0.27 لكل طفل) على مدار حياتهم وتجنب 732000 حالة وفاة مبكرة بسبب أمراض يمكن الوقاية منها باللقاحات". بشكل عام، سيمنع التطعيم بين هذه المجموعة من المواليد ما يقدر بنحو 8.9 مليون حالة دخول إلى المستشفى مرتبطة بالحصبة و507000 حالة وفاة مرتبطة بالخناق. لا تشمل هذه المعدلات حالات الدخول إلى المستشفى والوفيات التي نتجت عن التطعيمات السنوية ضد الإنفلونزا، التي يوفرها برنامج التطعيم المجاني للأطفال أيضًا. بالإضافة إلى ذلك، لا تأخذ هذه التقديرات في الاعتبار الزيادة في عدد سكان الولايات المتحدة خلال هذه الفترة الزمنية. كلا هذين العاملين لديهما القدرة على جعل تقديرات مراكز السيطرة على الأمراض والوقاية منها منخفضة بشكل مصطنع.
برنامج التطعيم للأطفال ساعد بشكل كبير في تضييق فجوة معدل التطعيم بين البيض غير المنحدرين من أصول إسبانية والمجموعات العرقية الأخرى. خلال وباء الحصبة في الفترة من 1989 إلى 1991، كان أطفال الأقليات العرقية / الإثنية أكثر عرضة للإصابة بالحصبة بـ 16 مرة من الأطفال البيض غير المنحدرين من أصول إسبانية. بفضل برنامج التطعيم للأطفال جزئيًا، لم تكن هناك تفاوتات عرقية / إثنية في التطعيم ضد الحصبة والنكاف والحصبة الألمانية في الولايات المتحدة منذ عام 2005، وانخفضت الفوارق العرقية للتطعيمات الأخرى أو اختفت تمامًا، اعتمادًا على التطعيم والمجموعة العرقية التي دُرست. بشكل عام، في حين أن الفوارق في التحصين لا تزال موجودة للقاحات الأحدث (مثل التهاب الكبد A وفيروس الروتا وفيروس الورم الحليمي البشري)، فقد قضى برنامج التطعيم للأطفال بشكل فعال على فجوة التحصين للقاحات القديمة مثل الحصبة والنكاف والحصبة الألمانية (MMR) وشلل الأطفال والتهاب الكبد B.
برامج التطعيم مثل برنامج التطعيم للأطفال مكلفة، لكنها تؤدي أيضًا إلى توفير كبير في التكاليف من خلال منع دخول المستشفيات وزيارات الأطباء. تشير التقديرات إلى أن التطعيم الروتيني للأطفال بين مواليد 1994-2013 يؤدي إلى 107 مليارات دولار من التكاليف المباشرة و121 مليار دولار من التكاليف الاجتماعية. في المقابل، يؤدي تطعيم الأطفال إلى تجنب 402 مليار دولار من التكاليف المباشرة و1.5 تريليون دولار من التكاليف المجتمعية. هذا يعطي التطعيم صافي قيمة حالية (صافي مدخرات) قدرها 295 مليار دولار و1.38 تريليون دولار في التكاليف المباشرة والمجتمعية، على التوالي.
بسبب برنامج التطعيم للأطفال، تشتري الحكومة الفيدرالية للولايات المتحدة حاليًا ما بين 52 و55 بالمائة من لقاحات الأطفال التي تُعطى في الولايات المتحدة. عمليات الشراء واسعة النطاق هذه من قبل الحكومة الفيدرالية ليست بدون عواقب اقتصادية؛ برنامج التطعيم للأطفال هو أحد العوامل التي تساهم في التدهور الحالي لسوق التطعيم في الولايات المتحدة. قبل ثلاثين عامًا، أنتج العشرات من الشركات المصنعة لقاحات لسوق الولايات المتحدة، ولكن اليوم تنتج خمس شركات فقط جميع اللقاحات للأطفال والبالغين في الولايات المتحدة. أدت فرصة العقود الحكومية الكبيرة إلى انخراط شركات الأدوية في منافسة شرسة على الأسعار لدرجة أن سوق التطعيمات انهار تقريبًا. حدث هذا الانهيار على الرغم من حقيقة أن سوق اللقاحات في الولايات المتحدة يتوسع منذ عقود ومن المتوقع أن يستمر في التوسع. هذا يطرح مشاكل كبيرة في مجال البحث والتطوير في مجال اللقاحات، حيث لا يوجد حاليًا حافز كبير للابتكار داخل السوق.

## البرنامج
يُمول برنامج التطعيم للأطفال من خلال موافقة من مكتب الإدارة والميزانية (OMB)، وتُخصص الأموال لمراكز السيطرة على الأمراض والوقاية منها (CDC). تشتري مراكز السيطرة على الأمراض اللقاحات بخصم مباشر من الشركات المصنعة وتوزعها على إدارات الصحة بالولايات وبعض وكالات الصحة العامة المحلية والإقليمية. ثم تعيد هذه الوكالات توزيع اللقاحات مجانًا على مكاتب الأطباء الخاصة وعيادات الصحة العامة المسجلة كمقدمي خدمات برنامج التطعيم للأطفال. على الرغم من أن المركز الوطني للتحصين وأمراض الجهاز التنفسي (NCIRD) (المعروف سابقًا باسم NIP) في مراكز السيطرة على الأمراض مسؤول عن وضع السياسات، فإن إدارات الصحة بالولايات مسؤولة عن إدارة برنامج التطعيم للأطفال على مستوى الولاية والمستوى المحلي. وهكذا تنسق معظم الولايات برامج التحصين على مستوى الولاية مع برنامج التطعيم للأطفال. وبالتالي يتطلب التنفيذ الناجح لبرنامج التطعيم للأطفال على مستوى الولاية التعاون والتنسيق بين العديد من الوكالات الحكومية والاتحادية، بما في ذلك: مراكز خدمات الرعاية الطبية والخدمات الطبية؛ برنامج التغذية التكميلية الخاصة للنساء والرضع والأطفال (WIC)؛ برنامج التأمين الصحي للأطفال (CHIP)؛ ومكتب القوى العاملة الصحية (HRSA)، من بين جهات أخرى. في الواقع، يتعرف العديد من الآباء لأول مرة على برنامج التطعيم للأطفال من خلال برامج اتحادية أو برامج ولاية أخرى قد يشارك فيها هم أو أطفالهم بالفعل، مثل WIC أو CHIP. تُعد مشاركة برنامج ميديكيد وتعاونها مهمة بشكل خاص، حيث أن غالبية الأطفال المؤهلين لبرنامج التطعيم للأطفال مؤهلون أيضًا لبرنامج ميديكيد؛ وبالتالي تلعب وكالات ميديكيد على مستوى الولاية والمستوى المحلي دورًا حاسمًا في إبلاغ المرضى المحتمل تأهلهم عن برنامج التطعيم للأطفال، بالإضافة إلى تجنيد الأطباء الخاصين للمشاركة في البرنامج.

## أهلية المريض
يكون الأطفال والمراهقون مؤهلين إذا كان ذلك قبل بلوغهم سن التاسعة عشرة وإذا استوفوا معيارًا واحدًا أو أكثر من المعايير التالية:
- مؤهلون للحصول على برنامج ميديكيد
- غير مؤمن عليهم (يفتقرون إلى التأمين الصحي)
- من الهنود الأمريكيين أو سكان ألاسكا الأصليين

- مؤمن عليهم بشكل غير كافٍ*

بناءً على هذه الإرشادات، تقدر مراكز السيطرة على الأمراض والوقاية منها (CDC) أن ما يقرب من 50٪ من الأطفال دون سن 19 عامًا مؤهلون للحصول على مزايا برنامج التطعيم المجاني للأطفال.
*يعني التأمين غير الكافي أن الطفل مشمول بنوع من التأمين الصحي، ولكن التأمين إما لا يغطي أي لقاحات، أو يغطي لقاحات معينة فقط، أو يغطي بعض اللقاحات، ولكنه يضع حدًا أقصى للتكلفة السنوية للقاحات. لا يجوز للأطفال والمراهقين المؤمن عليهم بشكل غير كافٍ تلقي اللقاحات إلا في المواقع التي تعتبر مراكز صحية مؤهلة فيدراليًا (FQHCs) أو عيادات صحية ريفية (RHCs). تحدد كل ولاية رسومًا إدارية تحددها الولاية ولا يمكن تجاوزها أبدًا، تبلغ حوالي 15 دولارًا أمريكيًا.
اعتبارًا من عام 2018، استفاد العديد من الأطفال من برنامج التطعيم المجاني، الذي أنقذ ما يقرب من 936000 شخص من الأمراض التي يمكن الوقاية منها. تستفيد العديد من العائلات من هذا البرنامج لأنه يغطي اللقاحات ويساعد في تكاليف اللقاحات للأسر ذات الدخل المنخفض. تشير السجلات إلى أنه من عام 1994 إلى عام 2012 بعد أن بدأت التطعيمات في الارتفاع، انخفضت الأمراض مثل شلل الأطفال والتهاب الكبد B بشكل كبير.

## اللقاحات المغطاة
تقدم اللجنة الاستشارية لممارسات التحصين (ACIP) توصيات لبرنامج التطعيم للأطفال فيما يتعلق بالاختيار الأنسب للقاحات والعوامل ذات الصلة لمكافحة الأمراض التي يمكن الوقاية منها باللقاحات في السكان المدنيين في الولايات المتحدة. تشكل قرارات برنامج التطعيم للأطفال التي أقرتها اللجنة الاستشارية لممارسات التحصين الأساس لسياسات برنامج التطعيم للأطفال بشأن توافر اللقاحات واستخدامها. قد لا تتطابق هذه القرارات بالضرورة مع توصيات الاستخدام العامة للجنة الاستشارية لممارسات التحصين، بل تمثل القواعد التي يجب على مقدمي الخدمات اتباعها لإدارة كل لقاح محدد بموجب برنامج التطعيم للأطفال.
تغطي برامج التطعيم للأطفال مجموعة من اللقاحات:
| - الدفتيريا * - المستدمية النزلية من النوع ب * - التهاب الكبد الوبائي أ ** - التهاب الكبد الفيروسي ب * - فيروس الورم الحليمي البشري - الانفلونزا ** (الزكام) | - الحصبة * - السحايا - النكاف * - السعال الديكي* - المكورات الرئوية ** - شلل الأطفال * | - فيروس الروتا ** - الحصبة الألمانية * - كُزاز * - الحماق النطاقي (جدري الماء) |

* اللقاحات التي استهدفها برنامج التطعيم للأطفال في البداية في عام 1994.
**اللقاحات التي أضيفت إلى برنامج التطعيم للأطفال من عام 1995 إلى عام 2013.

## أحدث التغييرات
قام برنامج التطعيم المجاني للأطفال بتطبيق عدة لوائح لمعالجة الاحتياجات المتغيرة للمستفيدين من المنح:
في محاولات لمعالجة الاحتيال وإساءة الاستخدام، يجب على المستفيدين من المنح الآن تقديم نسخة من سياسة الاحتيال وإساءة الاستخدام المكتوبة حديثًا، والتي تتضمن تحديد الموظفين المسؤولين عن هذه المشكلات، إلى مراكز السيطرة على الأمراض والوقاية منها (CDC) في موعد أقصاه 31 ديسمبر 2007.
يطلب برنامج التطعيم المجاني للأطفال أيضًا تحديث ملفات تعريف المستخدمين. بدلًا من تكليف المستفيدين من المنح بهذه المهمة، يتمثل الهدف في تحسين المساءلة وضمان معلومات دقيقة حول عدد الأطفال المؤهلين.
يتمثل التحسين الأكبر والأحدث الذي يهدف إلى تحسين إدارة اللقاحات على مستويات متعددة (فيدرالية، وولائية، ومحلية) في بدء مشروع تحسين إدارة أعمال اللقاحات (VMBIP). يهدف هذا المشروع إلى تبسيط مشاريع طلب وتوزيع اللقاحات، وتنفيذ نظام إمداد أكثر كفاءة، وتمكين التسليم المباشر للقاحات لمقدمي الخدمات.